# Grewia salicifolia
Espèce
Synonymes
- Grewia salicifolia Schinz[2]
- Grewia ulmifolia Bojer[2]

Statut de conservation UICN

 VU D2 : Vulnérable
Grewia salicifolia est une espèce de plantes de la famille des Malvaceae.

## Publication originale
- Abhandlungen herausgegeben von der Senckenbergischen Naturforschenden Gesellschaft 21: 87.